# Egidio Anceschi
Egidio Anceschi (Reggio nell'Emilia, 19 dicembre 1897 – Reggio nell'Emilia, 6 settembre 1967) è stato un calciatore italiano, di ruolo difensore.

## Carriera
Nella stagione 1919-1920 gioca 6 partite in Promozione (la seconda serie dell'epoca) con la maglia della Reggiana, club fondato nel 1919 e che in quell'anno disputava il primo campionato ufficiale della sua storia. Nei due anni successivi gioca invece in Prima Categoria (la massima serie dell'epoca) collezionando rispettivamente 6 ed 8 presenze, senza mai segnare. Gioca nuovamente in seconda serie nella stagione 1923-1924 (l'ultima della sua carriera), nella quale disputa 14 partite.